# Vlag van Idaard

Vlag van Idaard

De vlag van Idaard is het dorpsvlag van het Nederlandse dorp Idaard, in de Friese gemeente Leeuwarden. Bij gemeenteraadsbesluit van 8 december 1985 zijn een wapen en een vlag vastgesteld voor de 18 dorpen van de voormalige gemeente Boarnsterhim. De vlag werd in 1986 geregistreerd.

## Beschrijving
De beschrijving van de vlag is als volgt:
Twee lengtebanen van blauw en rood, verhouding van lengten 2:1; in de blauwe baan een witte zwemmende zwaan.
De kleuren zijn afkomstig van het dorpswapen.

## Symboliek
Zwaan: overgenomen uit het wapen van de familie Friesma, naamgever van de Friesma State.

## Zie ook

Wapen van Idaard